# Metopochetus
Metopochetus là một chi ruồi trong họ Micropezidae.

## Các loài
- Metopochetus aequalis
- Metopochetus aitkeni
- Metopochetus aper
- Metopochetus bickeli
- Metopochetus clarus
- Metopochetus corax
- Metopochetus curvus
- Metopochetus freyi
- Metopochetus impar
- Metopochetus lugens
- Metopochetus micidus
- Metopochetus ralumenis
- Metopochetus regius